# Евселяхії
Евселяхії (лат. Euselachii) — підклас хрящових риб, представлений двома сучасними групами (акулами та скатами) та близькими до них вимерлими групами. Деякі автори включають до складу таксона також вимерлу групу прісноводних риб, подібних до акул — ксенакантоподібних. Мають анальний плавець і два спинні плавці з шипом.